# غليندا رايزر
غليندا رايزر (16 يونيو 1955 - 6 يناير 2008) كانت عداءة المسافات المتوسطة تحمل الجنسية الكندية .
ولدت في أوتاوا. تحولت من السباحة إلى سباقات المضمار والميدان بعمر 15 سنة. ثم تقدمت بسرعة كبيرة في الرياضة وتفوقت في صغرها ، حيث كانت قطعت مسافة 1500 متر في 4   دقائق 15.9   ثواني. شاركت في دورة الألعاب الأولمبية الصيفية 1972 في ميونيخ ، حيث احتلت المركز الثاني بزمن قدره 4   دقائق 6.7   ثواني. كان وقت ريسر رقم عالمي جديد. توفيت بعمر 52 بعد مرض طويل.

## روابط خارجية
- غليندا رايزر على موقع الاتحاد الدولي لألعاب القوى (الإنجليزية)
- غليندا رايزر على موقع أوليمبيديا (الإنجليزية)
- غليندا رايزر على موقع اتحاد ألعاب الكومنولث (مؤرشف) (الإنجليزية)